# الفاطسة (الرقة)
الفاطسة قرية سورية تتبع ناحية عين عيسى في منطقة تل أبيض في محافظة الرقة. بلغ عدد سكانها 805 نسمة في عام 2004 حسب إحصاء المكتب المركزي للإحصاء.